# Reakcja charakterystyczna
Reakcja charakterystyczna – w chemii analitycznej reakcja chemiczna umożliwiająca łatwą identyfikację określonego indywiduum chemicznego (atomu, jonu, grupy funkcyjnej, grupy związków chemicznych). Reakcje charakterystyczne prowadzą zwykle do zmiany barwy roztworu lub jego zmętnienia.
Reakcje charakterystyczne na jony nieorganiczne stanową podstawę analizy jakościowej związków nieorganicznych. Swojego rodzaju reakcjami charakterystycznymi są też zmiany barwy chemicznych wskaźników pH.
W chemii organicznej reakcje charakterystyczne są często nazywane „próbami”. Stanowią one prostą metodę ustalania czy związek zawiera określoną grupę funkcyjną. Do tego rodzaju prób zalicza się między innymi:
- próba Tollensa – wykrywanie aldehydów za pomocą lustra srebrnego
- próba Fehlinga – wykrywanie węglowodanów redukujących
- próba Benedicta – wykrywanie węglowodanów redukujących
- próba Trommera – odróżnianie aldehydów od ketonów
- próba obrączkowa – wykrywanie azotanów i azotynów
- reakcja biuretowa – wykrywanie polipeptydów naturalnych.